# Eustazja (imię)
Eustazja – imię żeńskie pochodzenia greckiego, stanowiące żeński odpowiednik imion Eustazjusz, Eustazy. Wśród patronów tego imienia – św. Eustazjusz, biskup Neapolu.
Eustazja imieniny obchodzi 16 lipca i 29 marca.